# Brasília 18%
Brasília 18% é um filme brasileiro de 2006, do gênero drama, dirigido por Nelson Pereira dos Santos.
Nesse filme, o diretor utilizou nomes de personalidades brasileiras, inclusive da literatura, para os personagens, tais como os poetas Olavo Bilac e Gonçalves Dias, o escritor Machado de Assis e o jurista e orador Ruy Barbosa.

## Sinopse
Um famoso médico legista é convidado para dar um parecer na perícia de identificação de uma ossada e que pode ser de uma economista e assessora parlamentar que estava desaparecida há vários meses.

## Elenco
- Carlos Alberto Riccelli .... Olavo Bilac
- Malu Mader .... Georgesand Romero
- Othon Bastos .... Martins Fontes
- Bruna Lombardi .... Laura
- Karine Carvalho .... Eugênia
- Carlos Vereza .... senador Sílvio Romero
- Nildo Parente .... Gonçalves Dias
- Otávio Augusto .... João do Rio
- Bete Mendes .... Chiquinha Gonzaga
- Déo Garcez .... Tobias Barreto
- Ney Santanna .... Gregório de Matos
- Ilya São Paulo .... Lima Barreto
- Anselmo Vasconcelos .... Coelho Neto
- Michel Melamed .... Augusto dos Anjos
- Evandro Mesquita .... Paula Ney
- Mônica Keiko .... Marília de Dirceu
- Ludy Montes Claros .... Machado de Assis
- Tonico Pereira .... Emílio de Meneses
- Ada Chaseliov .... Cacilda Becker
- Isabella Cerqueira Campos .... Madame Dias